# (73524) 2003 MO6
(73524) 2003 MO6 – planetoida z pasa głównego asteroid okrążająca Słońce w ciągu 5,76 lat w średniej odległości 3,21 j.a. Odkryta 26 czerwca 2003 roku.